# Arte Pop feminista
El Arte Pop feminista es la parte del Arte Pop con contenido político que refleja los postulados del movimiento feminista.

## Orígenes
El movimiento artístico feminista surgió a finales de los años sesenta en un ambiente en el que estaban presentes los movimientos contra la guerra o por los derechos civiles. Las artistas feministas buscaban cambiar el mundo mediante el arte y se centraban tanto en el mundo artístico establecido, como en los cánones históricos, como en las relaciones sociales de la vida diaria. Como afirmó la artista Suzanne Lacy, el objetivo del arte feminista era “influir las actitudes culturales y transformar los estereotipos." Las artistas feministas se encontraban en diferentes estilos y campos del arte, pero les vinculaba el hecho de transmitir una visión de la experiencia de la condición femenina e incidir en la necesidad de la igualdad de género.
Una primera ola de arte feminista aparece durante la segunda mitad del siglo XIX e inicios del XX, en profunda relación con el movimiento sufragista. Pero al lograrse el objetivo del voto en diversos países poco después de acabada la Primera Guerra Mundial, el movimiento artístico cesa, aunque deja establecidas las bases para el activismo. Así el arte feminista de los años sesenta corresponde con una segunda ola. Esta vincula su obra explícitamente con la lucha por la igualdad de género y amplía su vocabulario visual para ayudarse a describir sus objetivos.
El Pop Art fue el movimiento artístico dominante en los primeros años sesenta. Contracción de arte popular, presentaba objetos diarios y de consumo (envases, imágenes de marca)así como elementos tomados de los medios de comunicación (cómic, periódicos, prensa popular, cine) de forma que los sujetos presentados eran fácilmente identificables por el público en general. Además los artistas de esta corriente solían usar técnicas mecánicas o comerciales.

## Contenido político del Arte Pop
Algunos representantes del Arte Pop tienen un contenido político marcado, si bien este aspecto no ha sido siempre valorado, ni todos los participantes del movimiento presentan esta faceta. Entre los artistas que transmiten mensajes políticos se encuentran el Equipo Crónica, con sus críticas a la dictadura franquista, las diversas obras contra la guerra de Vietnam (por ejemplo, Moratorium, de Jasper Johns), o el polaco Jerzy Ryszard "Jurry" Zieliński. El pop art como forma de expresión del feminismo político tropieza con el hecho de que muchas imágenes usadas por la corriente artística tienen origen en la pornografía, las imágenes misóginas y otras iconografías que generalmente sirven a la cultura patriarcal. Por ello la posición inicial del pensamiento feminista ante el arte pop no podía ser otro que la abstinencia o la crítica. Sin embargo se produjo una obra pop feminista. Artistas como Axell y Pauline Boty utilizan el vocabulario de la cultura popular, con sus estrellas de cine, pin-ups y objetos de consumo, para hablar de los diferentes temas que movían en los sesenta al movimiento radical por los derechos de las mujeres, defendiendo el derecho de éstas a su sexualidad y al deseo erótico, al tiempo que critican el sexismo de la cultura visual.

## Representantes del movimiento

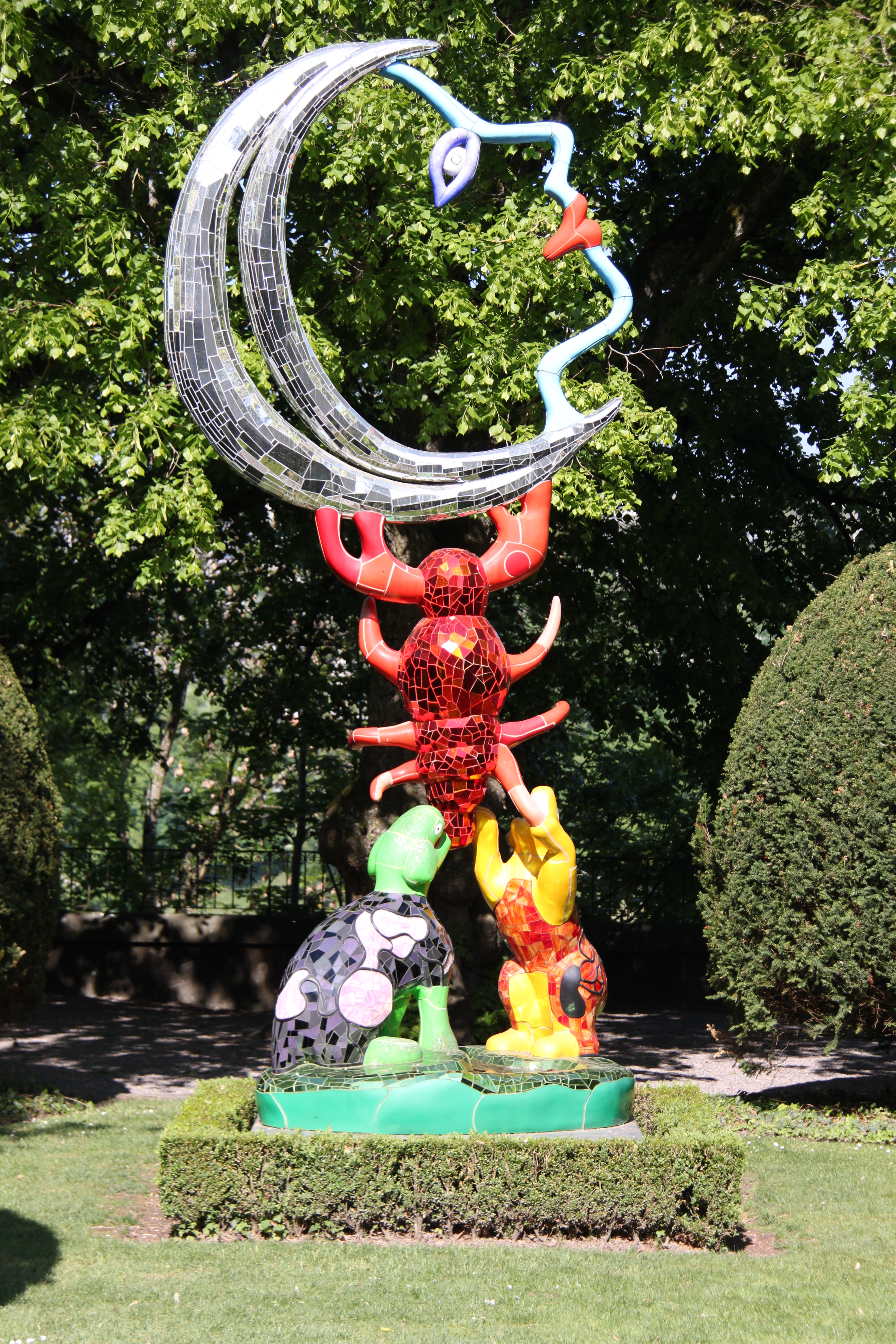
La Grande Lune, obra de Nikki de Saint Phalle.

Algunas fuentes consideran que el origen del arte pop feminista se produjo en 1963. En ese año Betty Friedan publica La mística femenina, que fue un toque de atención sobre la condición de la mujer en los Estados Unidos. También en ese mismo año, Roy Liechtenstein pintó Drowning girl, en el que la protagonista del cuadro prefiere enfrentarse a la muerte antes que pedir ayuda a “su hombre”.
Por otra parte, desde 1958 hubo pintoras y escultoras que se alinearon con los métodos del Arte Pop. Rosalyn Drexler, Idelle Weber, Barbro Östlihn, Dorothy Grebenak, Marjorie Strider, Niki de Saint Phalle, Magda Cordell McHale, Pauline Boty, entre otras, ya estaban activas antes de 1963.
Algunas autoras colaboraron con artistas masculinos, o eran sus compañeras o esposas. Por ejemplo, Barbro Östlihn estuvo casada con Oyvind Fahlstrom, en cuya obra colaboró. Magda Cordell McHale y Terry Hamilton participaron en las obras del esposo de esta última, Richard Hamilton. Patty Mucha cosió personalmente muchas de las esculturas blandas de su esposo, Claes Oldenburg, y contribuyó al diseño de las mismas. Estas colaboraciones no fueron generalmente reconocidas y en algunos casos llevaron a que las obras de las propias artistas se consideraran como una mera extensión de la de sus colegas varones.